# Białucha arktyczna
Białucha arktyczna, białucha, wal biały (Delphinapterus leucas) – gatunek ssaka morskiego z rodziny narwalowatych (Monodontidae).

## Taksonomia
Gatunek po raz pierwszy zgodnie z zasadami nazewnictwa binominalnego opisał w 1776 roku przyrodnik Peter Simon Pallas nadając mu nazwę Delphinus leucas. Holotyp pochodził z ujścia rzeki Ob, w północno-wschodniej Syberii, w Rosji. Okaz typowy się nie zachował, nazwa oparta na świeżo zabitych harpunami zwierzętach. Jedyny żyjący współcześnie przedstawiciel rodzaju białucha (Delphinapterus).
Autorzy Illustrated Checklist of the Mammals of the World uznają ten gatunek za monotypowy.

### Etymologia
- Delphinapterus: gr. δελφις delphis, δελφινος delphinos „delfin”; απτερος apteros „bezskrzydły, bez skrzydeł”, od negatywnego przedrostka α- a-; -πτερος -pteros „-skrzydły”, od πτερον pteron „skrzydło”[40].
- leucas: gr. λευκος leukos „biały”[41].

## Zasięg występowania
Białucha arktyczna występuje w wodach arktycznych i subarktycznych na południe do około 50° szerokości geograficznej północnej; południowe granice populacji grenlandzkich i wschodnioeuropejskich występują dalej na północ na około 64° szerokości geograficznej północnej. Młode osobniki od czasu do czasu oddalają się na południe od normalnego zasięgu, są widywane w pobliżu Long Island w stanie Nowy Jork w Stanach Zjednoczonych oraz w Sekwanie we Francji.

## Morfologia
Długość ciała 300–450 cm; masa ciała 500–1600 kg. Występuje dymorfizm płciowy – dorosłe samce są większe i cięższe od dorosłych samic. Noworodki osiągają długość ciała około 150 cm przy ciężarze 35–85 kg. Jego górna część głowy jest zaokrąglona, natomiast w szczęce występuje 30–38 zębów. Tuż po urodzeniu ciało młodych jest szaroniebieskie, a niekiedy nawet ciemnoniebieskie. Z biegiem czasu jednak jaśnieje. Osobniki 4–5 letnie są już zazwyczaj kremowe lub całkowicie białe.

## Ekologia
Zwierzęta te żyją w niewielkich grupach, liczących zwykle maksymalnie 5–10 osobników. Żywią się rybami, skorupiakami oraz głowonogami.

## Znaczenie gospodarcze
Gatunek ten jest niekiedy poławiany dla mięsa, tłuszczu oraz skór.

## Status zagrożenia
W Czerwonej księdze gatunków zagrożonych Międzynarodowej Unii Ochrony Przyrody i Jej Zasobów został zaliczony do kategorii LC (ang. least concern „najmniejszej troski”).